# 法曹

Smeden og bageren.

法曹（ほうそう、英: Legal profession）は、法律を扱う専門職としてその実務に携わる者をいう。
日本においては、裁判官、検察官及び弁護士を総称していう言葉である。

## 概説
特に、裁判官、検察官、弁護士を指すことがあり、法曹三者ともいわれる。法律学研究者を含め研究法曹、実務法曹と呼び分けることもまれにある。類義語に法律家などがあるが、一般に法学者とは異なる。
もともとは大学寮に置かれていた明法道の曹司（学舎兼寄宿舎）を指し、のちに「下級の監獄官吏」の意味で、それが転じて「法を司る官僚」という意味になり、裁判官と検察官を指す言葉として用いられた。明治初期は、弁護士は代言人と呼ばれ、裁判官・検察官とは別に代言人試験があったが、後に高等文官試験を経て、戦後裁判官・検察官・弁護士の統一的な司法試験制度を採用するようになったことから、弁護士を含め法曹三者というようになった。
2006年の統計によれば、裁判官は3,341名（うち簡易裁判所判事806名）、検察官は2,490名（うち副検事899名）、弁護士は25,114名。弁護士を在野法曹、裁判官と検察官を在朝法曹と呼ぶ用例もあるが、「在野」と官僚を含意する「法曹」とは意味が矛盾しており、言葉として不適当であるので、「法律家」と呼ぶのが適当であるとする見解もある。
なお、国会議員や、法制執務に携わる事務官、裁判所書記官、検察事務官、パラリーガル、企業の（弁護士資格を有しない）法務担当者などは、法律に関する事務に従事するものの、「法曹」と呼ばれることはない。
英語のbarは、法廷内にいる者という意味で「法曹」と訳されるが、裁判官（bench）に対する意味で弁護士を意味することもある。barは法曹諸個人ではなくその集合体を指すので法曹団と訳するべきであるという意見もある。北米では法曹資格を獲得することをadmission to bar(法曹団に入団する）という。lawyerは、「法律家」と訳されることも多いが、アメリカ合衆国では、司法書士、行政書士、税理士、公証人という職種は存在せず、法曹一元制を採用しているため、弁護士から裁判官・検察官が任用され、法学教員も弁護士資格を保有しているので、通常は「弁護士」を意味するので注意を要する（裁判官でも検察官でも法学者でもない弁護士という意味であれば、attorney-at-lawである）。英語圏の感覚では日本における企業の法務部員や隣接士業など法曹資格を有しない法律業務従事者もlawyerである。
ドイツでは、一般に、法曹三者に限らず、公証人（Notar）、法学教員（Hochschulleher）、高等行政官（Verwaltungsbeamte）、国会・大学・教会の行政担当者（Parlamentsverwaltung, Universitätsverwaltung, Kirchverwaltung）など法曹資格を要する業務に就いているものは全て（独:w:de:Jurist）と呼ばれている。

### 法曹資格（日本）
法曹三者になる資格を法曹資格と呼び、法曹資格は一部の例外を除き、原則として司法修習を修了して初めて法曹資格が与えられる。なお、検察官・裁判官への任官は、これらに加えて、別途法務省（検察庁）や最高裁判所に採用される必要がある。
現行制度においては、法科大学院を修了（法務博士(専門職)学位取得）、もしくは司法試験予備試験に合格しなければ、司法試験の受験資格それ自体が認められない点に注意が必要。